# Lipce, Jesenice
Lipce este o localitate din comuna Jesenice, Slovenia, cu o populație de 264 de locuitori.